# Kettel
Kettel (pseudoniem van Reimer Eising) (19 augustus 1982) is een Nederlandse muzikant, dj en producer. Zijn stijl is over het algemeen intelligent dance music (IDM). De muziek van Kettel bevat verder elementen van techno, chill-out, downtempo, trance, drum-'n-bass, ambient en new age.
Kettel komt uit Friesland en verhuisde naar Groningen. Sinds 2003 houdt hij zich voltijds bezig met zijn muziek. Hij laat zich inspireren door met name het vroege werk van artiesten en acts als Autechre, Jega, Plaid, Aphex Twin, Boards of Canada en Mouse on Mars. Daarnaast luistert Kettel graag naar klassieke muziek. Hij speelt sinds zijn vroege jeugd piano.
Vanaf 2005 ging hij albums uitbrengen op het platenlabel Sending Orbs, dat gerund wordt door zijn broer Wouter Eising samen met Kristian Peters.

## Discografie
- Dreim (2001)
- Smiling Little Cow (2002)
- Cenny Crush (2002)
- Volleyed Iron (2004)
- Through Friendly Waters (2005)
- My Dogan (2006)
- Whisper Me Whishes (2007)
- Myam James Part I (2008)
- Myam James 2 (2009)
- When Can (2012, met Secede)
- Unreleased 2002-2012 (2013, in eigen beheer online vrijgegeven, album bestaande uit onuitgebrachte nummers)
- Ibb & Obb: Original Soundtrack (2013, soundtrack van een computerspel)
- Wingtip (2016)
- Dwingeloo Life Extension (2020, in eigen beheer online vrijgegeven)
- Park Beyond: Original Soundtrack (2023, met Olivier Deriviere, soundtrack van een computerspel)